# Torteval-Quesnay
Torteval-Quesnay è un ex comune francese di 351 abitanti situato nel dipartimento del Calvados nella regione della Normandia. Dal 1º gennaio 2017 il comune è stato accorpato ai comuni di Anctoville, Longraye e Saint-Germain-d'Ectot per formare il nuovo comune di Aurseulles.

## Società

### Evoluzione demografica
Abitanti censiti